# In the Middle, Somewhat Elevated
In the Middle, Somewhat Elevated ist ein 1987 uraufgeführtes Ballett des Choreografen William Forsythe zur Musik von Thom Willems. Es ist eines der bekanntesten Werke des Choreografen.
Der Titel (englisch: In der Mitte, etwas erhöht) bezieht sich auf ein zentral über der Bühne hängendes Paar goldener Kirschen.
Der Einakter besteht aus einem choreografischen und musikalischen Hauptthema, das im Verlauf des Stücks immer wieder durch Solisten, in Duetten oder Gruppen aufgegriffen und variiert wird. Dabei steigert sich der Schwierigkeitsgrad der Choreografie immer mehr, bis das Stück schließlich in einem virtuosen Pas de deux seinen Höhepunkt findet. Im Widerspruch zu den technischen Herausforderungen des Werks stellen die Tänzer eine hochmütige Kaltblütigkeit zur Schau, sie scheinen sich die gesamte Zeit gegenseitig übertrumpfen zu wollen.
In the Middle, Somewhat Elevated führt das klassische Ballett ad absurdum. Die geforderten Dehnungen, Sprünge und Drehungen übertreffen die Anforderungen der großen klassischen Werke bei Weitem. Der auf der Bühne unter den Tänzern ausgetragene Wettbewerb verlächerlicht die klischeehaften Zwistigkeiten innerhalb der Ballettkompanien.
Die Weltpremiere von In the Middle, Somewhat Elevated fand am 30. Mai 1987 in der Opéra National de Paris mit Sylvie Guillem und Laurent Hilaire in den Hauptrollen statt. Neben der Choreografie zeichnet Forsythe auch für Kostüme und Bühnenbild verantwortlich.
1988 verwendete Forsythe das Stück als zweiten Teil seines abendfüllenden Werks Impressing the Czar.

## Einstudierungen
- 1987: Ballet de l’Opéra de Paris (World Premiere)
- 1988: Ballet Frankfurt (als Teil von Impressing the Czar)[1]
- 1989: Les Ballets de Monte-Carlo[2]
- 1992: Compañía Nacional de Danza[3]
- 1992: The Royal Ballet[4]
- 1996: Australian Ballet[5]
- 2000: Pacific Northwest Ballet[6]
- 2004: Royal Ballet of Flanders
- 2004: Semperoper Ballett[7]
- 2012: São Paulo Companhia de Dança[8]
- 2013: Ballet Nacional de Sodre[9]
- 2015: English National Ballet[10]
- 2016: The Washington Ballet[11]
- 2015: Pittsburgh Ballet Theatre[12]
- 2017: Astana Ballet[13]
- 2019: Kansas City Ballet[14]
- 2024: Hong Kong Ballet[15]